# Зоркінська сільська рада
Зо́ркінська сільська́ ра́да — адміністративно-територіальна одиниця та орган місцевого самоврядування в Нижньогірському районі Автономної Республіки Крим. Адміністративний центр — село Зоркіне.

## Загальні відомості
- Населення ради: 2 128 осіб (станом на 2001 рік)

## Населені пункти
Сільській раді були підпорядковані населені пункти:
- с. Зоркіне
- с. Межове
- с. Ніжинське
- с. Широке

## Склад ради
Рада складалася з 16 депутатів та голови.
- Голова ради: Карпук Анатолій Володимирович
- Секретар ради: Герман Ніна Петрівна

### Керівний склад попередніх скликань
| Прізвище, ім'я, по батькові   | Основні відомості                                                                                          | Дата обрання | Дата звільнення |
| ----------------------------- | --- | ------------ | --------------- |
| Чуйко Іван Іванович           | Сільський голова, 1955 року народження, освіта вища, член Соціал-демократичної партії України (об'єднаної) | 26.03.2006   | 31.10.2010      |
| Чуйко Іван Іванович           | Сільський голова, 1955 року народження, освіта вища, член Партії регіонів                                  | 31.10.2010   | 02.06.2013      |
| Карпук Анатолій Володимирович | Сільський голова, 1986 року народження, освіта вища, член Партії регіонів                                  | 02.06.2013   |                 |

Примітка: таблиця складена за даними сайту Верховної Ради України

### Депутати
За результатами місцевих виборів 2010 року депутатами ради стали:

#### За суб'єктами висування
| Суб'єкт висування | Кількість обраних депутатів | %    |
| ----------------- | --------------------------- | ---- |
| Самовисування     | 11                          | 68,8 |
| Партія регіонів   | 5                           | 31,3 |

#### За округами
| № округу        | Прізвище, ім'я, по батькові     | Дата визнання обраним | Освіта  | Партійна приналежність | Відомості про обраного депутата                                        |
| --------------- | ------------------------------- | --------------------- | ------- | ---------------------- | ---------------------------------------------------------------------- |
| Партія регіонів |                                 |                       |         |                        |                                                                        |
| 1               | Полещук Інна Вікторівна         | 01.11.2010            | середня | член Партії регіонів   | тимчасово не працює                                                    |
| 2               | Козел Галина Василівна          | 01.11.2010            | середня | член Партії регіонів   | дитячий садочок, вихователь                                            |
| 3               | Єгорова Маріна Олександрівна    | 01.11.2010            | середня | член Партії регіонів   | Зоркінська сільська рада, бухгалтер                                    |
| 10              | Герман Ніна Петрівна            | 01.11.2010            | середня | член Партії регіонів   | Зоркінська сільська рада, секретар                                     |
| 15              | Хайредінова Надіре Межмедіновна | 01.11.2010            | середня | член Партії регіонів   | клуб с. Широке, завідувачка                                            |
| Самовисування   |                                 |                       |         |                        |                                                                        |
| 4               | Суюнов Руслан Халілович         | 01.11.2010            | вища    | член Партії регіонів   | кооператив «Водолій», керівник                                         |
| 5               | Магдич Тамара Леонтіївна        | 01.11.2010            | середня | позапартійна           | тимчасово не працює                                                    |
| 6               | Майданик Тетяна Миколаївна      | 01.11.2010            | середня | позапартійна           | Зоркінська загальноосвітня школа, вчитель                              |
| 7               | Карпук Володимир Остапович      | 01.11.2010            | вища    | позапартійний          | селянське фермерське господарство «Хазяїн», керівник                   |
| 8               | Мироничева Тетяна Леонідівна    | 01.11.2010            | середня | позапартійна           | тимчасово не працює                                                    |
| 9               | Левченко Наталія Станіславовна  | 01.11.2010            | середня | позапартійна           | Михайлівський ВП, завідувачка                                          |
| 11              | Зайченко Сергій Вікторович      | 11.03.2012            | середня | член Партії регіонів   | Зоркінський комунхоз, директор                                         |
| 12              | Бабичев Сергій Юрійович         | 01.11.2010            | середня | позапартійний          | Нижньогірське міжрегіональне управління водного господарства, робітник |
| 13              | Сахарчук Тетяна Степанівна      | 01.11.2010            | середня | позапартійна           | тимчасово не працює                                                    |
| 14              | Данчук Марина Олександрівна     | 01.11.2010            | середня | позапартійна           | тимчасово не працює                                                    |
| 16              | Амадієв Ісмет Іюбович           | 01.11.2010            | середня | позапартійний          | приватний підприємець                                                  |